# Harlow
Harlow (pronuncia [hɑː(ɹ)ləʊ]) è una new town e un distretto dell'Essex, Inghilterra, Regno Unito.